# Schneeberg (Bavière)
Pour les articles homonymes, voir Schneeberg.
Schneeberg est une commune de Bavière (Allemagne), située dans l'arrondissement de Miltenberg, dans le district de Basse-Franconie.